# Karis stora prästgård
Karis stora prästgård är en prästgård i Raseborg i det finländska landskapet Nyland. Prästgårdens nuvarande huvudbyggnad uppfördes åren 1792–1795. Byggnaden ägs av Raseborgs kyrkliga samfällighet och den används för Karis-Pojo svenska församlings verksamhet. Inga präster bor i prästgården länge.
Karis stora prästgård tillhör Karis kyrkoområdes värdefulla kulturmiljö av riksintresse. Området är skyddat av Museiverket.

## Historia
Karis stora prästgårds huvudbyggnad är en typisk gustaviansk herrgårdsbyggnad med mittsal. Byggnaden har ett mansardtak och runt huvudbyggnaden finns en liten park. Prästgården fick sin nuvarande form i början av 1900-talet då de låga flygelbyggnaderna byggdes till.
Till prästgårdens övriga byggnader hör ett bostadshus och en sädesbod från 1800-talsskiftet. Sockenstugan nära prästgården stod färdig år 1876.
År 2017 berättade Yle Västnyland att prästgården får jordvärme. Förr hade byggnaden oljeuppvärmning men systemet behövde förnyas och därför beslutade Raseborgs kyrkliga samfällighet att införa jordvärme.